# Niuginitrichia namelbanis
Niuginitrichia namelbanis är en nattsländeart som beskrevs av Wells 1990. Niuginitrichia namelbanis ingår i släktet Niuginitrichia och familjen smånattsländor. Inga underarter finns listade i Catalogue of Life.